# 1934 год в автомобилестроении
Список событий в автомобилестроении в 1934 году.

## События
- 27 февраля — родился Ральф Нейдер, американский адвокат и политический деятель. Опубликованная им в 1965 году книга «Опасен на любой скорости», посвящённая проблемам безопасности автомобилей вызвала большой общественный резонанс и вынудила правительство США всерьёз заняться этой проблемой[1].
- 5 марта — в офисе компании Татра в Праге впервые показан автомобиль Татра 77 с оригинальным обтекаемым кузовом и необычным двигателем. Тремя днями позже модель была выставлена на автосалоне в Берлине[2].
- 8 марта — на автосалоне в Берлине публике представлен Мерседес-Бенц 130[англ.], первый автомобиль компании с расположенным сзади двигателем и задним приводом[3].

- 18 апреля — на Парижском автосалоне был впервые показан Ситроен Тракшн Авант, один из первых в мире серийно выпускаемых переднеприводных автомобилей, который имел несущий (без рамы) кузов[4].
- 27 мая — гоночные автомобили недавно появившегося объединения Ауто Юнион впервые участвовали в соревнованиях на трассе АФУС в Берлине. Созданные Фердинандом Порше болиды имели серебристую окраску и вскоре получили прозвище «Серебряные стрелы»[англ.][5].
- 22 июня — «Ассоциация автомобильной промышленности Германии» подписала контракт с «Обществом с ограниченной ответственностью Порше, проектирование и консультации по двигателям и транспортным средствам» на разработку технического проекта и создание прототипов «Народного автомобиля». Так началась история знаменитого «Жука»[6].
- 24 июля — В СССР стартовал международный автопробег дизельных двигателей по маршруту Москва — Тифлис — Москва[7].
- 25 августа — Состоялось торжественная встреча участников международного автопробега (см. 24 июля) на Красной площади в Москве[7].
- 18 сентября — родился Александр Алексеевич Романченко (1934—2004) — главный конструктор Уральского автомобильного завода (1969—1994). Профессор, преподавал на кафедре «Автомобили и тракторы» Челябинского политехнического института.
- 25 сентября — был изготовлен первый двигатель Тойота. Японцы сами сделали только отливки, блок и головку цилиндров и поршни, коленвал и распредвал, а также клапаны и электрооборудование были взяты с двигателя-аналога Шевроле[8].

## Представлены новые автомобили
- Bugatti Type 57
- Fiat 527
- Mercedes-Benz G4
- Peugeot 401
- Renault Monaquatre тип YN3
- Tatra 77
- ГАЗ: 6,[9] ГАЗ-А-Аэро, ГАЗ-А-Кегресс (ГАЗ-А-НАТИ)[10]
- ЗИС-6 «Люкс», ЗИС-8